# Empire (Ohio)

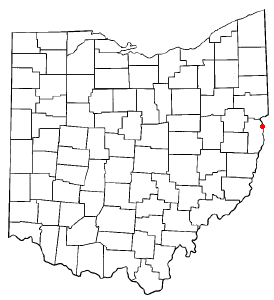
Empire na planie stanu Ohio

Empire – wieś w USA, w hrabstwie Jefferson, w stanie Ohio.
W roku 2010, 25,1% mieszkańców było w wieku poniżej 18 lat, 9,1% było w wieku od 18 do 24 lat, 30,1% było od 25 do 44 lat, 26,5% było od 45 do 64 lat, a 9,4% było w wieku 65 lat lub starszych. We wsi było 46,8% mężczyzn i 53,2% kobiet.
Liczba mieszkańców w 2010 roku wynosiła 299, a w roku 2012 wynosiła 290.